# الکساندرا تاکوندا
الکساندرا تاکوندا (انگلیسی: Alexandra Takounda؛ زادهٔ ۷ ژوئیهٔ ۲۰۰۰) بازیکن فوتبال اهل کامرون است.

وی همچنین در تیم‌های ملی فوتبال زنان کامرون بازی کرده‌است.